# Gloria Perez
Gloria Maria Ferrante Perez (Rio de Janeiro, 25 de setembro de 1948), mais conhecida como Gloria Perez, é uma autora, escritora, roteirista e produtora brasileira. Em 2009, ganhou o Prêmio Emmy Internacional de melhor telenovela por seu trabalho em Caminho das Índias. Gloria também ficou conhecida por ser a mãe da atriz Daniella Perez, que foi assassinada durante as produções de De Corpo e Alma, uma novela de sua autoria.

## Biografia
Gloria é filha do advogado Miguel Jerônimo Ferrante e da professora Maria Augusta Rebelo Ferrante. Sua mãe era filha de um piauiense com uma cearense. Seu pai era filho de italianos. Seu avô italiano trabalhava como operário mecânico e fugiu de São Paulo, por ter sido denunciado por envolvimento com o movimento anarquista. No Acre, conheceu a avó de Gloria, uma viúva italiana, com quatro filhos pequenos, com quem se casou. Apesar da família viver no Acre em 1948, seus pais preferiram que ela nascesse na cidade do Rio de Janeiro, então capital federal. Após o nascimento, voltaram ao Acre. Revela ter tido uma infância simples, quando nadava em rios e subia em árvores, mas que sempre gostou muito de ler e escrever e era dedicada aos estudos. Aos quinze anos, sua família mudou-se para a recém-construída capital federal para que ela pudesse continuar estudando, pois em Rio Branco naquela época só havia escolas até o ginásio. Em Brasília, cursou o ensino médio em escola pública e entrou para a Universidade de Brasília (UnB), onde cursou três anos de Direito, abandonando o curso em 1968, quando a universidade foi invadida por militares. Na época, queria cursar História, mas seu pai não a deixou se mudar sozinha para o Rio de Janeiro, onde tinha parentes paternos, só conseguindo se mudar um ano depois, já com o noivo, o qual conheceu em Brasília. No Rio, prestou vestibular e passou, mas só formou-se em História pela UFRJ após o nascimento dos filhos. A autora chegou a cursar mestrado em História do Brasil, também na UFRJ, mas nāo chegou a defender sua tese. Durante sua elaboração, aceitou o convite de Janete Clair e optou pela carreira na televisão.[carece de fontes?]

## Vida pessoal
Em 1969, após um ano vivendo juntos, casou-se com o engenheiro Luiz Carlos Saupiquet Perez (1940–1994), falecido de leucemia. O casal teve três filhos: Daniella (1970–1992), Rodrigo (1972) e Rafael (1977–2002). Gloria e Luiz Carlos se divorciaram em 1984.
Duas tragédias abalaram a vida de Gloria:
Em 28 de dezembro de 1992 sua filha, a atriz Daniella Perez, então com 22 anos, foi assassinada. Na época, Daniella atuava na telenovela De Corpo e Alma, que era escrita por Gloria. O crime foi praticado por Guilherme de Pádua, também ator e que contracenava com Daniella na mesma novela, e sua mulher Paula Thomaz. O impacto dessa tragédia na vida de Gloria e o receio de que os réus fossem beneficiados pela Justiça, moveu a autora em uma campanha apoiada pela grande mídia que recolheu mais de um milhão de assinaturas, resultando na inclusão desse homicídio na  Lei dos Crimes Hediondos.
Quase dez anos depois, em 28 de novembro de 2002, morreu aos 25 anos o filho caçula de Gloria, Rafael, portador de Síndrome de Down. Ele estava internado havia dez dias em um hospital de Brasília e tinha sido submetido a uma cirurgia para reverter uma torção intestinal, mas não resistiu a uma infecção pós-operatória.
Gloria tem quatro netos, filhos de Rodrigo, que é casado. Em 2009 enfrentou outro drama: descobriu ter um linfoma, um tipo de câncer, e passou todo esse mesmo ano realizando cirurgias e sessões de quimioterapia, além de ter precisado consumir vários medicamentos regularmente, tendo se curado da doença.

## Carreira
Entrou na Globo em 1979, como pesquisadora de texto da novela Memórias de Amor, escrita por Wilson Aguiar Filho, seu primo. Desempenhou o mesmo papel logo em seguida em Marron Glacé, de Cassiano Gabus Mendes. Em 1983, trabalhou como pesquisadora de arte de Pão-Pão, Beijo-Beijo, de Walther Negrão.
Porém, o início de fato de sua carreira se deu em meados de 1983, quando colaborou com Janete Clair, em Eu Prometo. Com a morte da autora titular, Gloria assumiu a responsabilidade e levou a história até o fim, com supervisão de texto de Dias Gomes.
No ano seguinte, assinou com Aguinaldo Silva uma parceria para a telenovela Partido Alto, primeira novela de ambos como autores titulares. Em 1984 apresentou a sinopse de Barriga de Aluguel, tema polêmico e desconhecido na época. O projeto ficou na gaveta por ser considerado "fantasioso" e "inverossímil". Desgostosa com a recusa, Gloria foi para a Rede Manchete, onde escreveu a  novela Carmem, um projeto de José Wilker, então diretor artístico da casa. A novela conseguiu altos índices de audiência, chegando a superar a TV Globo. Devido ao sucesso, a autora voltou à sua antiga emissora para escrever a minissérie Desejo, tendo grande êxito.
Em 1990 foi ao ar, finalmente, a novela Barriga de Aluguel. A trama, que conseguiu grande sucesso, teve seu término após 243 capítulos, sendo uma das maiores novelas em número de capítulos.
Em 1992, Gloria lançou De Corpo e Alma, marcada pelo assassinato de sua filha, a atriz Daniella Perez, cometido pelo colega de cena, Guilherme de Pádua. Gloria teve de tirar uma folga de quinze dias, e declarou que só voltou a escrever "para continuar vivendo" e manter a sanidade apesar do trauma.
Em 1995, Gloria levou ao ar Explode Coração, uma trama que falava sobre a internet e as novas possibilidades que ela abria para a humanidade, incluindo a de promover encontros improváveis: no caso da novela, a de um político importante e uma garota cigana, protagonizada por Tereza Seiblitz. Uma das curiosidades dessa novela é que Gloria criou um programa muito semelhante ao Skype, que ainda estava longe de existir, através do qual os protagonistas se conheciam. Além disso, na abertura, Hans Donner antecipa Steve Jobs mostrando uma tela touch screen.
Em 1998, escreveu a minissérie Hilda Furacão, protagonizada por Ana Paula Arósio, Danton Mello e Rodrigo Santoro, baseada no romance de Roberto Drummond (vivido por Danton Mello na minissérie). No mesmo ano, Gloria escreveu um episódio para a série Mulher, que retratava um tema também pouco discutido e polêmico: o intersexo. No final de 1998, Gloria assinou o remake de Pecado Capital, baseado na novela original de Janete Clair.
Entre 2001 e 2002 escreveu o grande sucesso O Clone, exibido pela TV Globo entre os mesmos anos, e que falava da experiência de clonar um ser humano, contrapondo os valores do ocidente desafiando e querendo tomar o lugar de Deus na fabricação da vida, além de retratar os valores da sociedade muçulmana. Em 2012, quando a maior feira de televisão do mundo - MIPCOM - selecionou os 50 programas mais importantes dos últimos 50 anos, O Clone foi o único programa brasileiro incluído na lista. Além disso, a mesma teve uma versão latina nos Estados Unidos, chamada El Clon, realizada pela Telemundo, no rastro do sucesso da novela brasileira mundo afora.
Em 2003, Gloria criou o seriado A Diarista, que foi ao ar no mesmo ano como especial de fim de ano. Obtendo grande sucesso, a série entrou para a grade oficial da Rede Globo em abril de 2004, desta vez escrita por Aloísio de Abreu e Bruno Mazzeo.

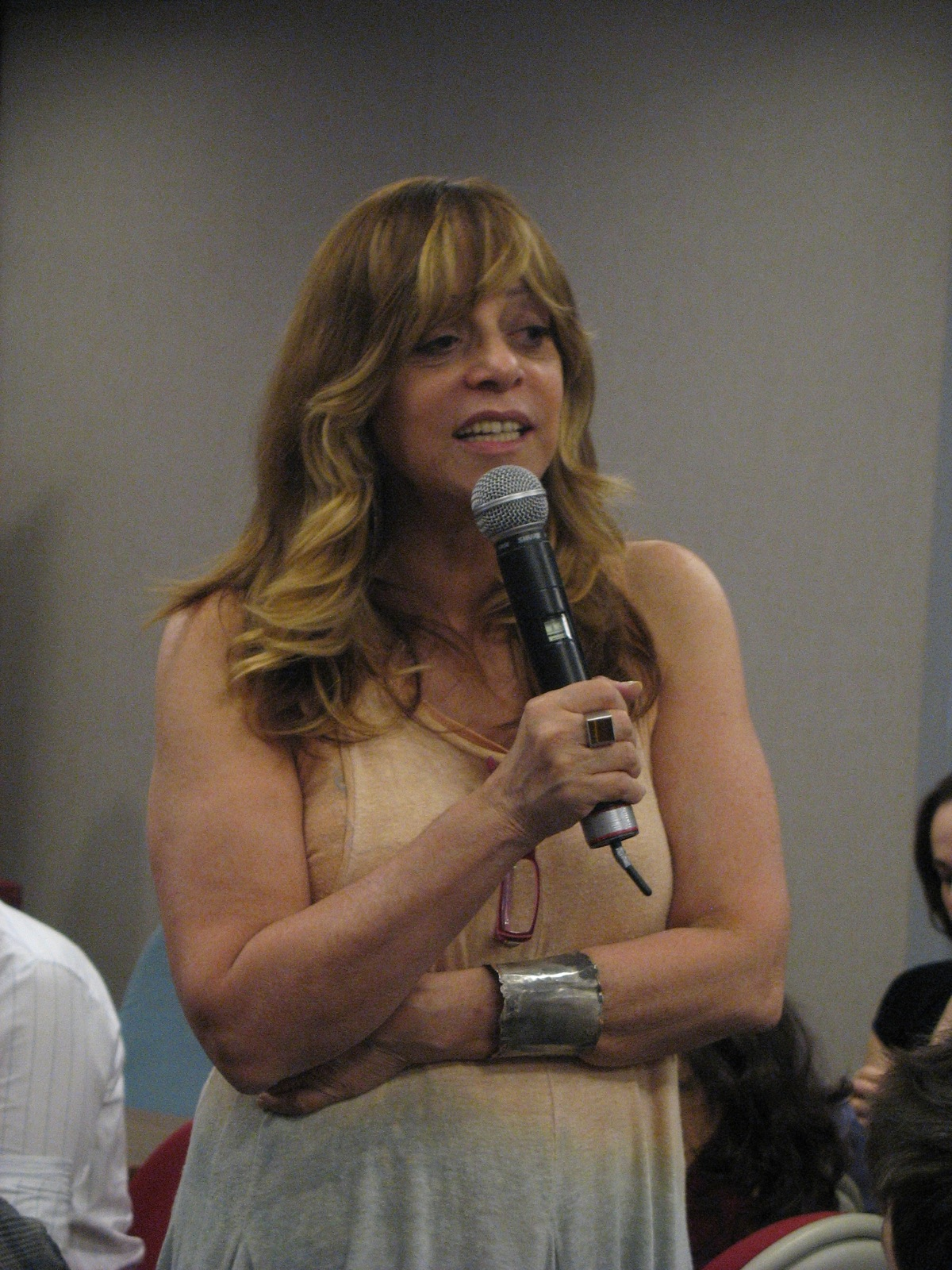
Gloria durante uma palestra em 2008

Em 2005, escreveu a telenovela América, que tratava do drama dos brasileiros obcecados pelo "Sonho Americano", que se entregavam nas māos dos coyotes para tentar atravessar a fronteira através do México e tentar a vida nos Estados Unidos.
Em 2007, lançou a minissérie Amazônia, de Galvez a Chico Mendes, que mostrou a história do Acre e seus povos e revelou como o local se tornou um território brasileiro através da luta de sua gente.
Em 2009, Gloria lançou a telenovela Caminho das Índias, que teve como temática a cultura indiana. No mesmo ano, foi considerada pela revista Época um dos 100 brasileiros mais influentes do ano de 2009. Caminho das Índias foi a primeira novela brasileira a ganhar um Emmy Internacional de melhor novela.
Em outubro de 2012, estreou Salve Jorge, que teve como tema o tráfico internacional de pessoas. A novela falou do drama dos brasileiros traficados e escravizados no exterior, atraídos por tentadoras propostas de trabalho.
No início de 2013, Gloria também se destacou com a minissérie O Canto da Sereia, na qual supervisionou o texto.
Duas características das novelas de Gloria Perez são os temas controversos abordados e as campanhas de alcance social que ela introduz em suas tramas: crianças desaparecidas, dependentes químicos, saúde mental, tráfico de pessoas, etc. Na novela O Clone, a campanha contra as drogas foi premiada nos Estados Unidos pelo FBI e pelo DEA.
Em 2013, Gloria anuncia que escreveria uma série sobre um serial killer que teria a direção de Amora Mautner (que posteriormente deixou a produção para se dedicar à nova telenovela de João Emanuel Carneiro, sendo assumido por Mauro Mendonça Filho), com o título Dupla Identidade. Para escrever a série, que estreou em setembro de 2014, ela procurou orientação profissional de psiquiatras e especialistas em perfis psicológicos. Além disso criou um blog em que publica o que pesquisa para a série.
Em 2017, Gloria volta ao horário nobre com A Força do Querer, sob a direção de Rogério Gomes. A telenovela abordou a transexualidade e o amor bandido. Uma curiosidade sobre Gloria Perez, é que ela é a única autora que escreve seus trabalhos sem a ajuda de colaboradores, "sonho não se divide, não conseguiria sentar com um time de seis e sete pessoas e decidir que rumo aquela história vai tomar".
Em outubro de 2022, Glória retornou ao horário das 21h com o enredo de Travessia. Na trama, a autora voltou a discutir temas atuais (como a deep fake e a inserção da tecnologia no mundo contemporâneo); e culturais, onde deu destaque às culturas maranhense e portuguesa, além de um núcleo residente no bairro carioca de Vila Isabel.
Em abril de 2025, Glória decidiu encerrar seu contrado fixo com a Rede Globo após 35 anos. A decisão ocorreu depois que a trama de sua proxima novela para a faixa das 21h foi rejeitada pela diração da emisora carioca por ser inadequada para as novas diretrizes da emisora, por causa do tema aborto.
Atores comuns em suas obras são Giovanna Antonelli, Juliana Paes, Cláudia Abreu, Reginaldo Faria, Lima Duarte, Letícia Sabatella, Beatriz Segall, Cissa Guimarães, Francisco Cuoco, Renée de Vielmond, Eliane Giardini, Jandira Martini, Stênio Garcia, Vera Fischer, Betty Faria, Eva Todor, Mara Manzan, Christiane Torloni, Nívea Maria, Roberto Bonfim, Neusa Borges, Victor Fasano, Raul Gazolla, Eri Johnson, Mário Lago, Débora Duarte, Gabriela Duarte, Marcos Frota, Cristiana Oliveira, Osmar Prado, Totia Meireles, Jayme Periard, Cleo, Bruno Gagliasso, Humberto Martins, Caco Ciocler, Rodrigo Lombardi, Elizângela, Lúcia Alves, Mário Lago, Vera Holtz, Cláudia Raia, Cássia Kiss, Carlos Vereza, Milton Gonçalves, Duda Ribeiro, Edson Celulari, Tarcísio Meira, Luís Melo, Othon Bastos, Alexandre Borges, Antônio Calloni, André Gonçalves, Charles Myara, Joana Fomm, Antônio Pitanga, Lucy Mafra, Ivan Mesquita, Júlia Lemmertz, Sônia Clara,  entre outros.

## Homenagens
Gloria foi homenageada pela prefeitura de Rio Branco com o seu nome dado à Escola Estadual Glória Perez.

## Obras

### Novelas
| Título             | Ano     | Creditado como   | Creditado como | Notas      | Emissora      |
| Título             | Ano     | Autora principal | Colaboradora   | Notas      | Emissora      |
| ------------------ | ------- | ---------------- | -------------- | ---------- | ------------- |
| Eu Prometo         | 1983–84 |                  | Sim            | [ nota 2 ] | TV Globo      |
| Partido Alto       | 1984    | Sim              |                | [ nota 3 ] | TV Globo      |
| Carmem             | 1987–88 | Sim              |                |            | Rede Manchete |
| Barriga de Aluguel | 1990–91 | Sim              |                |            | TV Globo      |
| De Corpo e Alma    | 1992–93 | Sim              |                | [ nota 4 ] | TV Globo      |
| Explode Coração    | 1995–96 | Sim              |                |            | TV Globo      |
| Pecado Capital     | 1998–99 | Sim              |                |            | TV Globo      |
| O Clone            | 2001–02 | Sim              |                |            | TV Globo      |
| América            | 2005    | Sim              |                |            | TV Globo      |
| Caminho das Índias | 2009    | Sim              |                | [ nota 5 ] | TV Globo      |
| Salve Jorge        | 2012–13 | Sim              |                |            | TV Globo      |
| A Força do Querer  | 2017    | Sim              |                |            | TV Globo      |
| Travessia          | 2022–23 | Sim              |                |            | TV Globo      |

### Séries e minisséries
| Título                             | Ano  | Creditado como   | Creditado como | Notas      | Emissora |
| Título                             | Ano  | Autora principal | Supervisora    | Notas      | Emissora |
| ---------------------------------- | ---- | ---------------- | -------------- | ---------- | -------- |
| Desejo                             | 1990 | Sim              |                |            | TV Globo |
| Hilda Furacão                      | 1998 | Sim              |                |            | TV Globo |
| A Diarista                         | 2004 | Sim              |                |            | TV Globo |
| Amazônia, de Galvez a Chico Mendes | 2007 | Sim              |                |            | TV Globo |
| O Canto da Sereia                  | 2013 |                  | Sim            | [ nota 6 ] | TV Globo |
| Dupla Identidade                   | 2014 | Sim              |                |            | TV Globo |
| Eu, a Vó e a Boi                   | 2019 |                  | Sim            | [ nota 7 ] | TV Globo |

## Filmografia

### Televisão
| Ano  | Título                                         | Personagem |
| ---- | ---------------------------------------------- | ---------- |
| 2022 | Pacto Brutal - O Assassinato de Daniella Perez | Ela mesma  |
| 2023 | Vai Na Fé                                      | Ela mesma  |

## Prêmios
1996
- Prêmio Contigo! - destaque do ano: Explode Coração

1998
- Troféu APCA - grande prêmio da crítica: Hilda Furacão
- TV Press - melhor série: Hilda Furacão
- TV Press - melhor autora

2001|2002
- Prêmio INTE - melhor telenovela: O Clone
- Prêmio INTE - melhor autora
- Prêmio Qualidade Brasil RJ - melhor telenovela: O Clone
- Prêmio Qualidade Brasil RJ - melhor autora
- TV Press - melhor autora
- TV Press - melhor telenovela:  O Clone
- Prêmio Contigo! - melhor telenovela: O Clone
- Prêmio Contigo! - melhor autora
- Troféu Imprensa - melhor telenovela: O Clone
- Troféu Internet (SBT) - melhor telenovela: O Clone

2005
- Brazilian Awards - homenagem especial: América
- Prêmio Extra de Televisão - melhor telenovela: América

2007
- Prêmio Qualidade Brasil - melhor projeto especial de teledramaturgia: Amazônia, de Galvez a Chico Mendes

2009
- Emmy Internacional - melhor telenovela: Caminho das Índias
- Prêmio Qualidade Brasil - melhor telenovela: Caminho das Índias
- Prêmio Qualidade Brasil - melhor autora
- Prêmio Extra de Televisão - melhor telenovela: Caminho das Índias
- Poptevê - melhor telenovela: Caminho das Índias
- TV Press - melhor telenovela: Caminho das Índias
- Prêmio Contigo! - melhor telenovela: Caminho das Índias
- Prêmio Contigo! - melhor autora
- Troféu Imprensa - melhor telenovela: Caminho das Índias
- Troféu Internet (SBT) - melhor telenovela: Caminho das Índias

2017
- Troféu APCA - melhor telenovela: A Força do Querer
- Prêmio F5 - melhor telenovela: A Força do Querer
- Troféu Imprensa - melhor telenovela: A Força do Querer
- Troféu Internet (SBT) - melhor telenovela: A Força do Querer
- Prêmio Contigo! - melhor telenovela: A Força do Querer
- Prêmio Extra de Televisão - melhor telenovela: A Força do Querer